# .cc
.cc — в Інтернеті, національний домен верхнього рівня (ccTLD) для Кокосових островів.

## Домени 2-го та 3-го рівнів
В цьому національному домені нараховується близько 75,200,000 вебсторінок (станом на лютий 2009 року).
У наш час використовуються та приймають реєстрації доменів 3-го рівня такі доменні суфікси (відповідно, існують такі домени 2-го рівня):
| Суфікс  | Регламентовані користувачі                                            |
| .ed.cc  | Наукові та дослідницькі установи, коледжі, університети або інститути |
| .web.cc | Вебмайданчики                                                         |